# فيكتوريا غراوند
فيكتوريا غراوند هو ملعب كرة قدم يقع في إنجلترا في مدينة ستوك كان يلعب به نادى ستوك سيتى قبل ان ينتقل إلى ملعب ملعب بريطانيا ولعب به نادى ستوك سيتى 117 سنة. وهو من اقدم الملاعب في إنجلترا فقد تم افتتاحه في مارس سنه 1878 وتم غلقه في مايو 1997. بعد ان استقر نادى ستوك سيتى الإنجليزى على ملعب بريطانيا. وانتقل نادى ستوك سيتى إلى هذا المعلب 30 أغسطس 1997.